# Francesc Rossell
Francesc Rossell (Barcelona, ~1630 - Montserrat, 1676) fou un compositor català i mestre de capella de l'abadia de Montserrat.
Es formà a l'Escolania de Montserrat vers el decenni 1640-1650 i entrà al monestir l'any 1646. Fou deixeble de Joan Romanyà. És un dels compositors montserratins més notables de la seva època. Se'n conserven tres villancicos del Santíssim de qualitat, de 4 a 8 veus.